# گول ناسیکوالا
گول ناسیکوالا (انگلیسی: Gool Nasikwala؛ زادهٔ ) یک بازیکن تنیس روی میز اهل هند است. 
وی در مسابقات کشوری و بین‌المللی در مجموع برنده ۳ مدال طلا شده‌است.